# Elgermühle

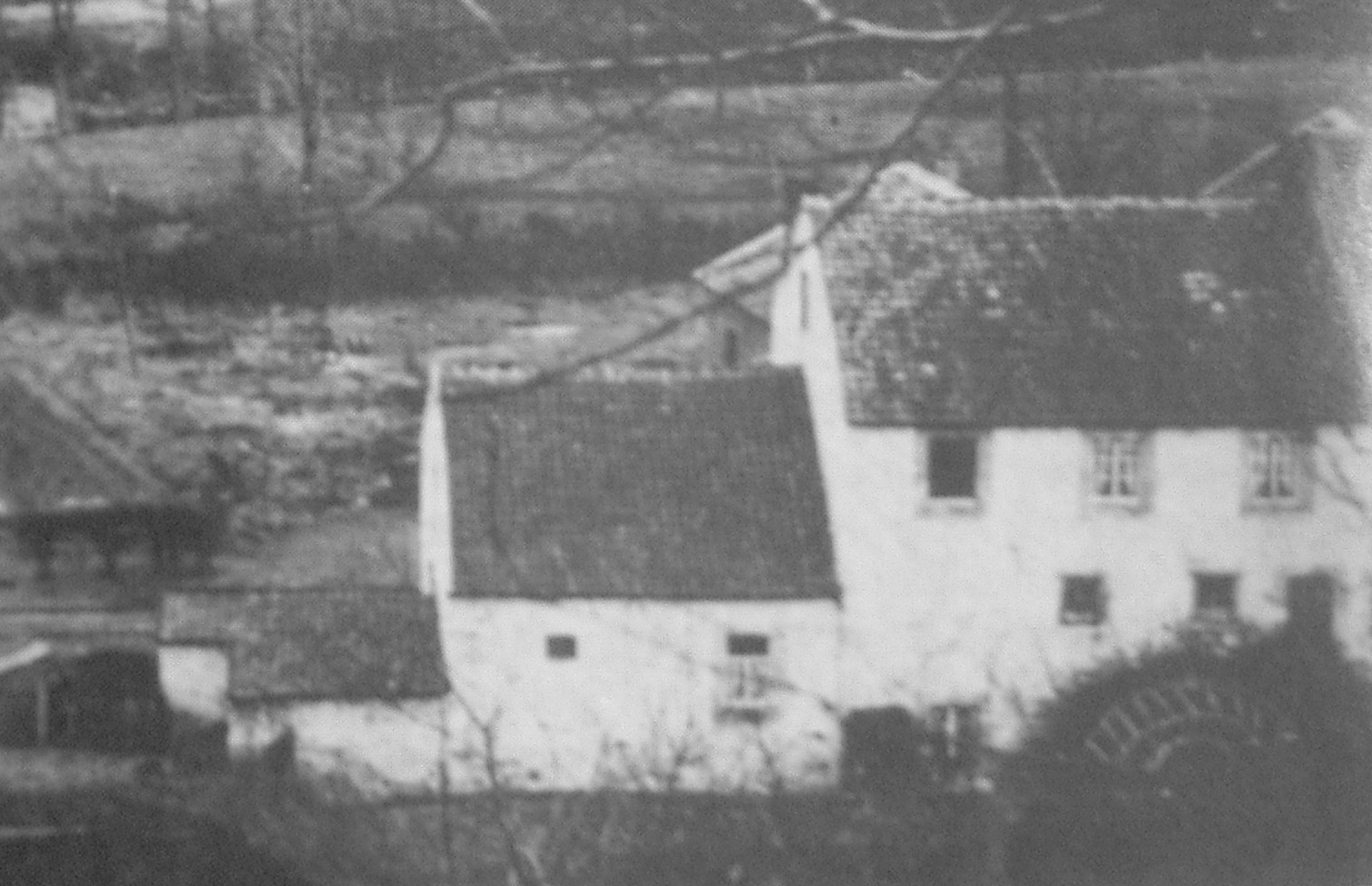
Elgermühle um 1865

Elgermühle  ist eine frühere Kupfermühle im Stolberger Stadtteil Büsbach an der Grenze zum Aachener Stadtteil Freund in der Städteregion Aachen. Die Elgermühle hat maßgeblich die wirtschaftliche Entwicklung Stolbergs beeinflusst und durch die hier produzierten Halbfertigwaren aus Messing entscheidend am wirtschaftlichen Erfolg der Stolberger Messingindustrie im 17. und 18. Jahrhundert beigetragen.

## Allgemeines
Die Kernbauten der Häusergruppe Elgermühle stammen aus dem Jahre 1595 und gehören damit zu den ältesten Gebäuden der ehemaligen Gemeinde Büsbach. Die Mühle wurde seit ihrer Gründung ohne wesentliche Unterbrechungen gewerblich genutzt.
Der Name Elgermühle wechselte seine Schreibweise im Laufe der Jahrhunderte mehrfach. So waren Namen wie „engen Muhl“, „Engenmull“, „Eltgermull“ oder „Elchermühle“ gebräuchlich. Alle weisen darauf hin, dass die Mühle eine enge, schmale Mühle war, die an einer engen Stelle im Tal lag. Beides trifft zu, denn das Mühlengebäude hat nur eine Breite von circa 7,50 Metern und ist so eng an einen Berghang gebaut wie kein anderes im Münsterbachtal.
Die Reichsabtei Kornelimünster war die Lehnsherrin der Mühle und zog vom Pächter eine jährliche Pacht ein. 

### Elgermühle als Kupfermühle
Die Eigentümer der Kupfermühle sind nur unzureichend überliefert. Die Erbauer lassen sich aus den über den Eingängen angebrachten Wappensteinen der drei Gebäudeteile ablesen. Das viergeteilte Wappen zeigt im ersten Feld einen Vogel, im zweiten und dritten je einen sechsstrahligen Stern sowie im letzten Feld einen Fisch. Hierbei handelt es sich im Wesentlichen um das Wappen der früheren Aachener Kupfermeisterfamilie Beck. Interessant ist eine Abweichung. Im Originalwappen Beck befindet sich im vierten Feld ein zweiter Vogel. Es kann daher angenommen werden, dass diese Abweichung vom Namen der bis heute unbekannten Ehefrau des Erbauers stammt. Ihre Initialen sind M. K., wobei nur der Vorname Maria gesichert ist. Wilhelm Beck († 1619 in Stolberg) als Erbauer ist eindeutig und passt zu den Initialen W.B. im Wappenstein. Die Mühle diente der Familie Beck niemals als Wohnraum, sondern die Räume wurden ausschließlich wirtschaftlich genutzt. Der Einfluss der Familie Beck war extrem groß und lässt sich daran erkennen, dass in Schriften aus dem 19. Jahrhundert die Mühle noch immer als „den Erben der Familie Beck“ gehörend bezeichnet wird, obwohl das Gebäude zu dieser Zeit bereits seit langem andere Besitzer hatte.
Ab circa 1800 gehörte die Mühle dem Stolberger Messingfabrikanten Joh. Nicolas Schleicher, Witwe Joh. Adam Lynen und Isaac Lynen (Adams).
Bis 1817/1818 diente die gesamte Mühle der Verarbeitung von Messingprodukten und war eine Blech- (Latsch-) und Drahtmühle. Eines der drei Wasserräder wurde dazu genutzt, Messingbleche, die anderen beiden dazu, Messingdraht herzustellen. In der Elgermühle wurden ausschließlich Halbfertigwaren aus Messing gefertigt. Schätzungen ergaben, dass in der Mühle zwischen 10 und 12 Arbeiter beschäftigt waren.
Zur Elgermühle gehörte ebenfalls ein Bauernhof. Kirchenbücher der Abtei Kornelimünster aus dem Jahre 1734 belegen die Taufe von Anna Mo, Tochter von Neclas Mol (Moll) und Elisabeth Cor (Korr), wohnhaft auf Elgermühle. Der im Jahre 1970 abgerissene Bauernhof trug neben den Initialen der Erbauer die Jahreszahl 1736. Es muss also bereits einen Bauernhof vor dem abgerissenen auf Elgermühle gegeben haben.
Etwa um das Jahr 1815, das heißt nach Ende der französischen Herrschaft über das Rheinland, verlor die Stolberger Messingindustrie ihre weltwirtschaftliche Bedeutung. Verantwortlich war neben der politischen Neuordnung Europas eine technologische Weiterentwicklung, durch die Möglichkeit, metallisches Zink bei der Messingherstellung zu verwenden. Außerdem ersetzte die Dampfmaschine die üblicherweise verwendeten Wasserräder. Als Konsequenz war die Inhaber gezwungen, die Messingverarbeitung in der Elgermühle einzustellen.
Der Gebäudekomplex wurde durch einen Vertrag vom 24. August 1818 von den Erben der Familie Beck verkauft. Er wurde dabei in drei Teile geteilt. Eulogius Lynen, Beauftragter der Familien Frau Margarethe Wilhelmina von Asten, Witwe des Messingfabrikanten Johann Lynen und dessen Geschwister, verkaufte sie an Joseph Lejeune, Laurenz Jecker und N.N. Mahson.

### Elgermühle als Nadelfabrik
Der westliche, obere Betrieb der früheren Kupfermühle wurde vom Nadelfabrikanten Johann Joseph Lejeune erworben, den mittleren übernahm der Nadelfabrikant Laurenz Jecker. Beide stammten aus Aachen, besaßen dort ihre Hauptwerke und ließen in den Mühlengebäuden die Nadeln blank scheuern. Aufgrund der häufig auftretenden Wasserknappheit des Baches konnten hierzu jedoch nur die Hälfte der verfügbaren 5 beziehungsweise 6 Scheuermaschinen eingesetzt werden.
Der östliche, untere Teil der Mühle gehörte einem weiteren Aachener Nadelfabrikanten. N.N. Mahson. Er betrieb dort fünf Scheuermaschinen, von denen meist nur eine arbeitete. Eine Quelle aus dem Jahre 1826/28 spricht davon, dass die „Nadelwetzmühlen“ von Mahson seit langer Zeit abgestellt waren. Hierfür war vermutlich die Konkurrenz durch die anderen beiden Mühlenteile um das Wasser verantwortlich.

### Elgermühle als Getreidemühle und Wollspinnerei
Der häufige Wassermangel des Baches zwang Mahson 1830, die Mühle in eine Getreide- und Mahlmühle umzurüsten. Hierzu baute er das oberschlägige Wasserrad mit seinen drei Mahlgängen um. Anders als die Mühlen in den anderen Gebäudeteilen arbeitete Mahsons Mühle wegen zu geringer Wasserversorgung selten rentabel und es war meist nur ein Mühlrad im Einsatz. Deshalb verpachtete Mahson die Mühle an den Müller Leonhard Pesch. 
Die Mühle litt neben den Problemen der ausreichenden Wasserversorgung unter der Konkurrenz zweier weiterer Getreidemühlen, der Obersteinmühle sowie der Mahlmühle in der Messingfabrik Haumühle. Beide verfügten über zwei Wasserräder und waren der Elgermühle überlegen. Parallel zum Umbau zur Mahlmühle wurde die Mühle um ein kleines Wohnhaus für die Müllerfamilie und einen Pferdestall erweitert.
Neuer Besitzer der Mühle wurde ab 1850 Heinrich Hamacher, der sie seinem Sohn vererbte. 1882 verkaufte dieser die Mühle an Albert Kalkbrenner. Er errichtete 1909 einen neuen Pferdestall und installierte 1911 zusätzlich zum Wasserantrieb einen Elektroantrieb. 1923/24 wurde ein neues Wohngebäude gebaut, das alte Müllerhaus zu Mühlzwecken umgebaut.
Der westliche Teil der Elgermühle wechselte 1864 seinen Besitzer als Friedrich Wilhelm Pohlen ihn erwarb. Er richtete hier eine Wollspinnerei ein. Dem gleichen Verwendungszweck diente der mittlere Gebäudeteil nachdem Jakob Meuren ihn 1878 aufkaufte. Sein Sohn Cornel erwarb 1898 den westlichen Teil der Elgermühle, so dass Familie Meuren beide Teile gehörten. Als 1929 die Spinnerei auf den beiden Mühlenteilen eingestellt wurde, kaufte Familie Kalkbrenner alle, so dass die komplette Mühle erstmals seit Kupfermeister Beck wieder im Besitz einer Familie war. 1937 wurde die komplette Einrichtung der Mühle entfernt und leistungsstärkere Turbinen eingebaut.
Während der NS-Zeit erhielt die Elgermühle aufgrund der Gleichschaltung ein festes Kontingent von 450 Tonnen zu mahlendem Getreide zugewiesen. Dieses basierte auf dem Gesetz über den Zusammenschluss der Mühlen vom 15. September 1933 sowie dem Gesetz zur Ordnung der Getreidewirtschaft vom 27. Juni 1934.

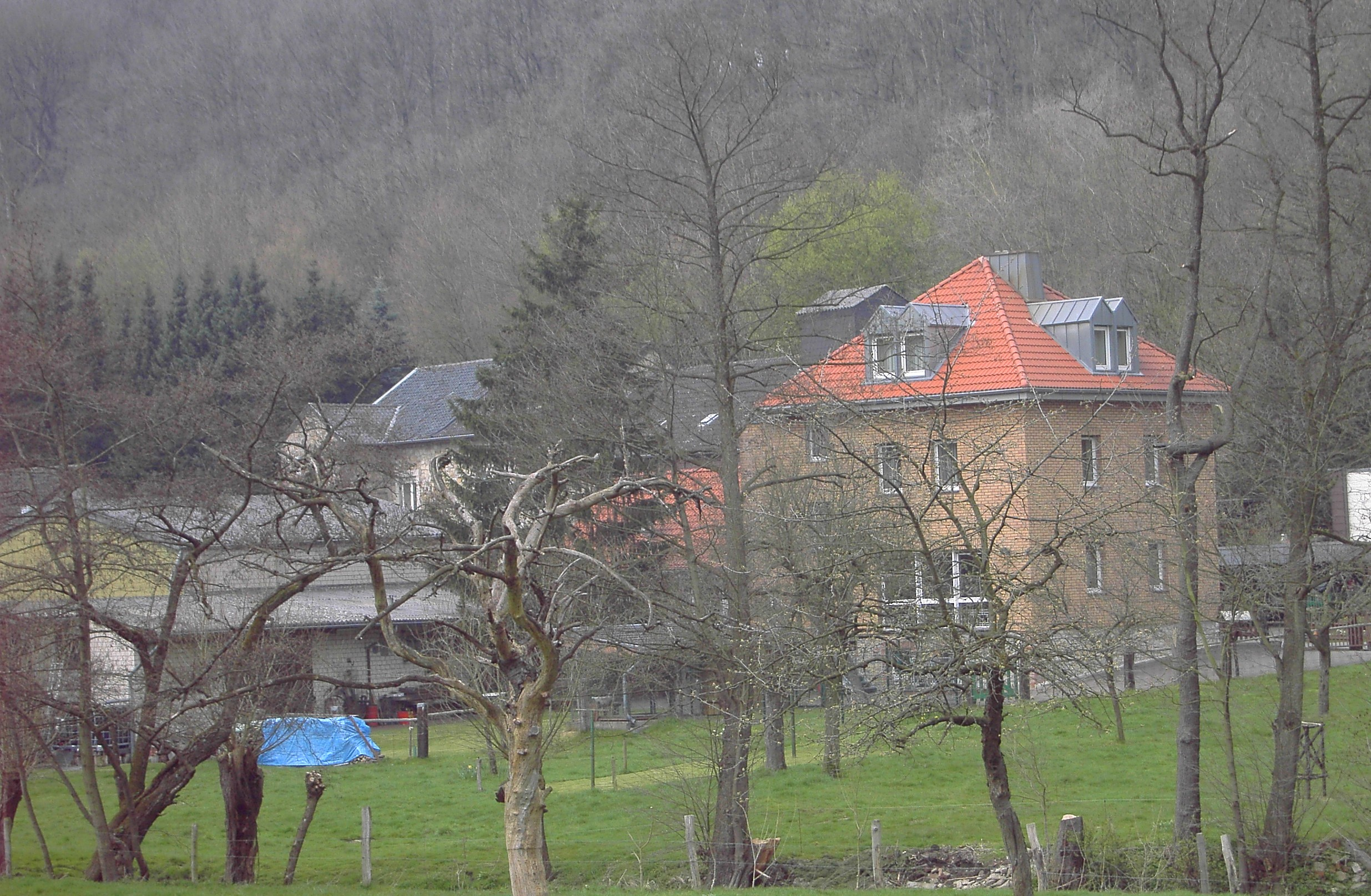
Komplex Elgermühle (2008)
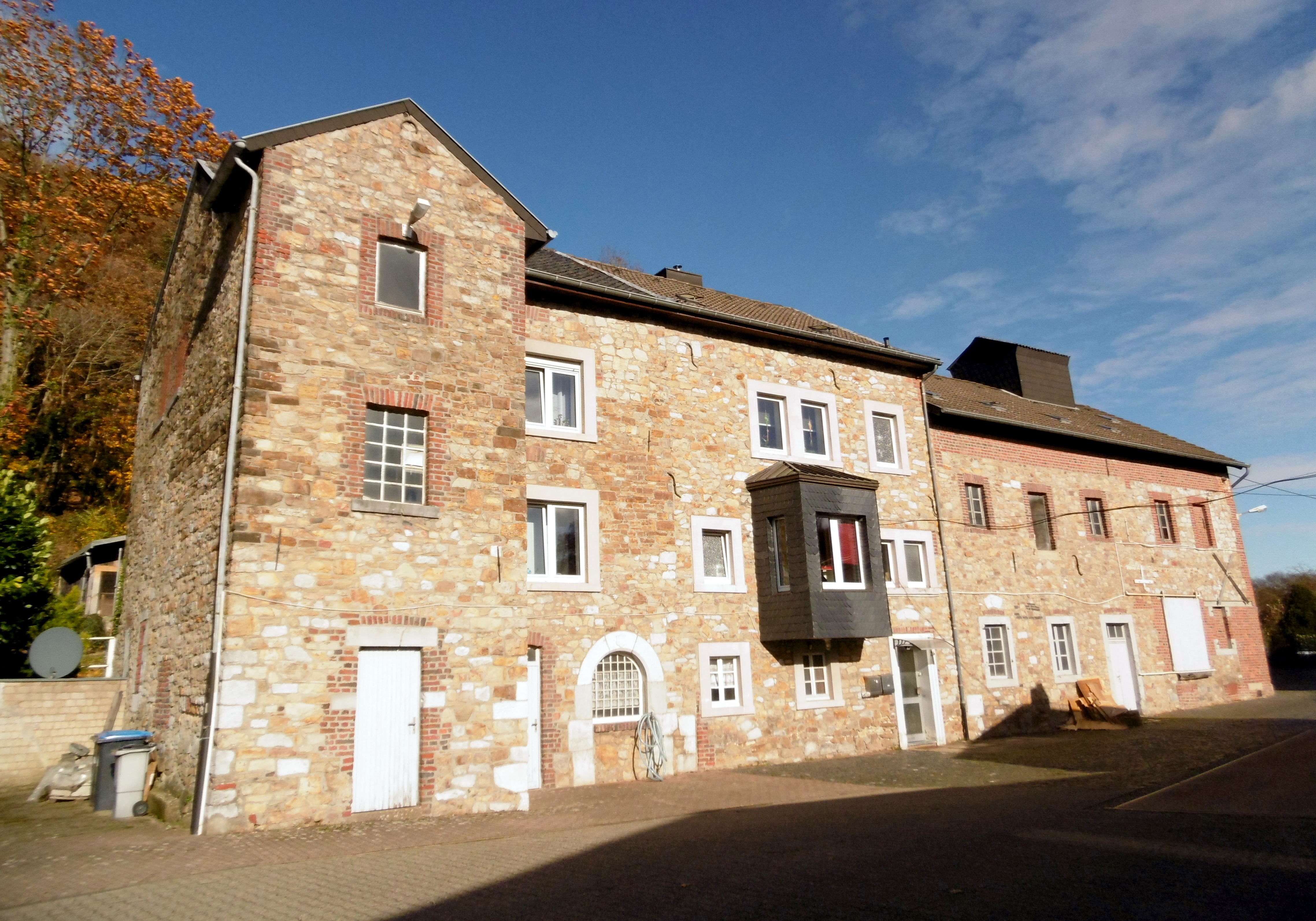
Teil der alten Elgermühle (2021)

1941 wurden am Wehr der Elgermühle zwei neue Schleusen eingesetzt, 1943 musste eine Abwasserschleuse der Mühle ausgetauscht werden.
1944/45 wurden in der Mühle noch einmal circa 3000 Zentner Roggen gemahlen. Aufgrund des Strommangels arbeiteten andere Mühlen der Region nicht und die Wasserkraft der Elgermühle konnte genutzt werden.
1970 wurde das Gelände durch Erwerb eines benachbarten Bauernhofes wesentlich erweitert. Gleichzeitig wurde der Einsatz von Wasserkraft vollständig eingestellt und der Mühle 1981 die Wasserrechte aberkannt. Der circa 1200 Metern lange Mühlengraben ist inzwischen verschüttet und teilweise ausgetrocknet.
Inzwischen befindet sich ein Großhandel in den Gebäuden, der Mühlenbetrieb wurde komplett eingestellt.